# Pitcairnia modesta
Pitcairnia modesta là một loài thực vật có hoa trong họ Bromeliaceae. Loài này được L.B.Sm. miêu tả khoa học đầu tiên năm 1961. Loài này đặc biệt chỉ có ở Mexico.